# نبات مونوتروبسيس اودراتا

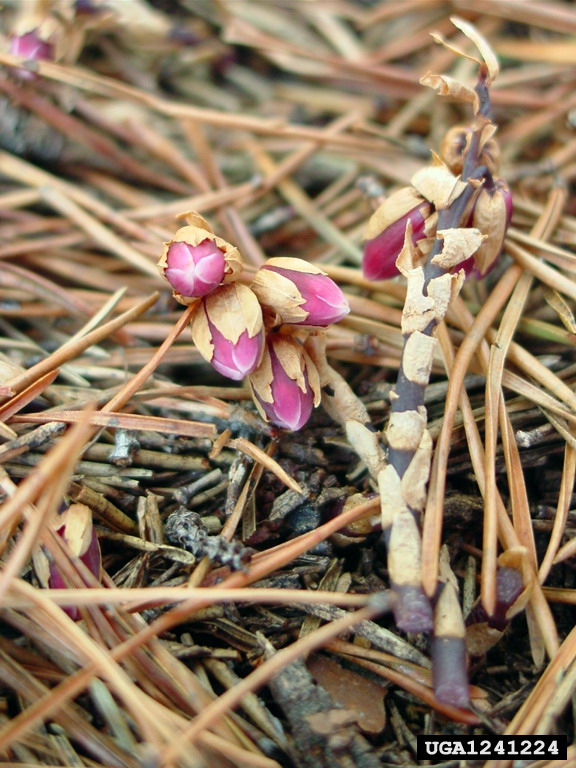
Monotropsis odorata.jpg

مونوتروبسيس اودراتا (بالإنجليزية: Monotropsis odorata)‏ من عائلة (بالإنجليزية: Monotropaceae)‏ في محاولة لاستمرار تواجدها علي سطح الأرض اكتشف علماء امركيون قدرتها على اخفاء نفسها والاندماج مع محيطها مما يمكنها من البقاء لفترة أطول وتوريث جيناتها الي الأجيال التالية من النبات وذللك مثلما يفعل حيوان الحرباء الذي يتلون حسب البيئة المحيطة به ليتخفي عن الأعداء.

## وصلات خارجية
- مونوتروبسيس اودراتا من موقع نباتات ألاباما